# Антарктические плосконосы
Антаркти́ческие плосконо́сы, или батидра́ковые, или плосконо́совые (лат. Bathydraconidae) — семейство морских автохтонных антарктических донных рыб подотряда нототениевидных (Notothenioidei) отряда окунеобразных (Perciformes). Латинское название семейства происходит от двух греческих слов — «глубокий» (греч. βαθύς, батис) и «дракон» (δράκων) и характеризует большую глубину обитания и необычный внешний вид рыб рода Bathydraco, выделяющихся своей уплощённой головой с длинным рылом и большим ртом.
Антарктические плосконосы не образуют скоплений и не являются объектами коммерческого лова. Встречаются в уловах донных тралов на шельфе Антарктиды, а также в желудках антарктического клыкача (Dissostichus mawsoni), промышляемого донными ярусами на батиальных глубинах до 2000 м.

## Характеристика семейства Bathydraconidae

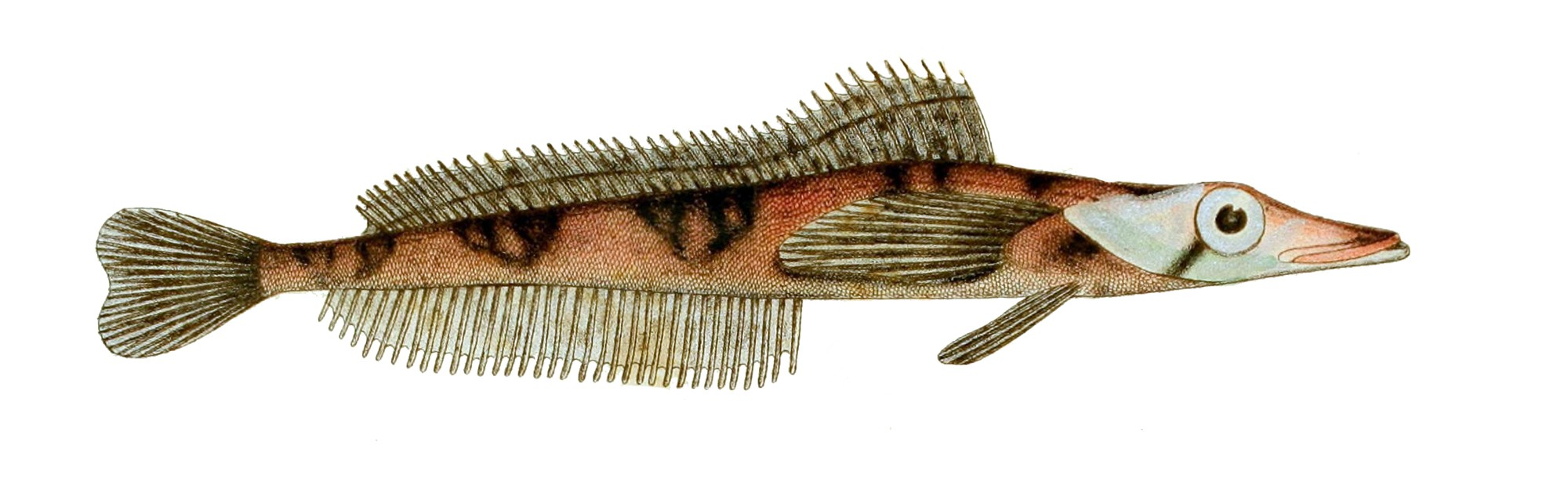
Южная жерляшия (Gerlachea australis)

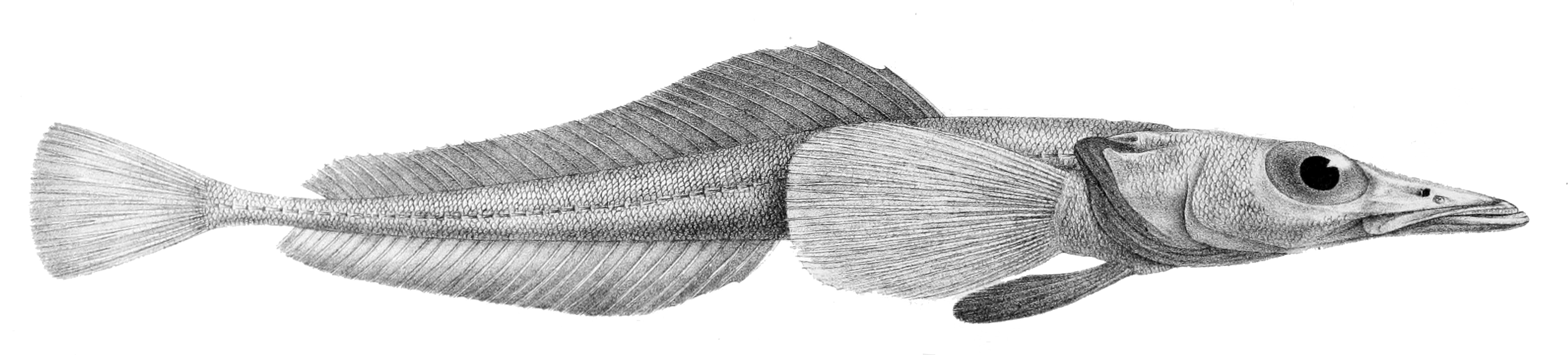
Антарктический плосконос (Bathydraco antarcticus)

Тело низкое, сильно удлинённое, почти полностью цилиндрическое в поперечном сечении или уплощённое дорсовентрально в головной части. Кожа покрыта ктеноидной чешуёй, костными пластинками или голая. Голова умеренная в длину или очень длинная за счёт развитого рыла. Рыло варьирует по форме и длине у разных видов — от относительно короткого и заострённого на вершине до уплощённого дорсовентрально и очень длинного, составляющего до половины длины головы. Жаберная крышка невооружённая или несёт направленный назад крючковидный или прямой шип. Рот большой, невыдвижной, с прямой ротовой щелью, как правило конечный, иногда верхний — с далеко выдающейся вперёд нижней челюстью. Зубы на челюстях обычно мелкие конические, у некоторых видов — довольно крупные клыковидные. На нёбных костях и сошнике зубы отсутствуют. Жаберные мембраны приращены к межжаберному промежутку и образуют свободную складку, покрывающую истмус. У родов Gymnodraco и Psilodraco имеются внутренние ноздри — псевдохоаны, открывающиеся из обонятельной капсулы в ротовую полость. Спинной плавник один, очень длинный, без колючих лучей. Анальный плавник как правило короче спинного, без колючих лучей. Хвостовой плавник обычно закруглённый, иногда усечённый, изредка слабовыемчатый. Одна—три или пять боковых линий, представленных трубчатыми, прободёнными или непрободёнными чешуями.

## Распространение
Распространены в высокоширотной Антарктике и в Западной Антарктике вдоль островной дуги моря Скоша вплоть до Южной Георгии.

## Образ жизни
Морские, донные, одиночные, прибрежные и глубоководные рыбы, обитающие в широком диапазоне глубин — от литорали до батиальных глубин 3000 м. Рыбы небольшого (от 13 см стандартной длины), среднего и крупного размера — до 59 см стандартной длины. В семействе насчитывается около 16—17 видов в 11 родах.

## Роды и виды
Около 16—17 прибрежных и глубоководных видов в 11 родах:
- Acanthodraco
  - Acanthodraco dewitti Skóra, 1995
- Akarotaxis
  - Akarotaxis nudiceps (Waite, 1916)
- Bathydraco Günther, 1878 — Плосконосы
  - Bathydraco antarcticus Günther, 1878 — Антарктический плосконос
  - Bathydraco joannae DeWitt, 1985
  - Bathydraco macrolepis Boulenger, 1907
  - Bathydraco marri Norman, 1938
  - Bathydraco scotiae Dollo, 1906
- Cygnodraco Waite, 1916
  - Cygnodraco mawsoni Waite, 1916
- Gerlachea — Жерляшии
  - Gerlachea australis Dollo, 1900 — Южная жерляшия
- Gymnodraco Boulenger, 1902 — Антарктические плугари
  - Gymnodraco acuticeps Boulenger, 1902 — Острорылый плугарь
- Parachaenichthys Boulenger, 1902 — Щуковидные узконосы
  - Parachaenichthys charcoti (Vaillant, 1906) — Щуковидный узконос Шарко
  - Parachaenichthys georgianus (Fischer, 1885) — Южногеоргианский щуковидный узконос
- Prionodraco
  - Prionodraco evansii Regan, 1914
- Psilodraco
  - Psilodraco breviceps Norman, 1937
- Racovitzia
  - Racovitzia glacialis Dollo, 1900
  - Racovitzia harrissoni (Waite, 1916) (вероятно, является младшим синонимом Racovitzia glacialis[4])
- Vomeridens
  - Vomeridens infuscipinnis (DeWitt, 1964)